# Distretto di Kabul
Il distretto di Kabul è un distretto dell'Afghanistan appartenente alla provincia di Kabul. Viene stimata una popolazione di 3.289.000 abitanti (dato 2012-13). 